# Mitteldeutsche Flughafen AG
Die Mitteldeutsche Flughafen AG (Wortmarke: Mitteldeutsche Airport Holding) ist eine deutsche Management- und Finanzholding über deren Tochtergesellschaften der Flugbetrieb am Flughafen Dresden und Flughafen Leipzig/Halle abwickelt wird sowie mit dem Flugbetrieb in Verbindung stehende Dienstleistungen erbracht werden.
Das Unternehmen wurde 2000 gegründet. 2020 beschäftigte es 1.398 Mitarbeiter und erzielte einen Umsatz von 121,38 Millionen Euro. Mit einem Defizit von 21,65 Millionen Euro wurde damit – wie auch in allen vorausgegangenen Jahren – ein Verlust erwirtschaftet, wenngleich dieser um circa 4 Millionen Euro geringer ausfiel, als im Vorjahr. Vorsitzende des Aufsichtsrates wurde 2021 Hiltrud Dorothea Werner, nachdem ihr Vorgänger Erich Staake wegen fragwürdigen Spesenabrechnungen, überhöhten Aufwandsentschädigungen und Fehlverhaltens bei der Impfreihenfolge zum Beginn der Corona-Pandemie in die Kritik geraten war.
Aufgrund der anhaltenden Defizite im zweistelligen Millionenbereich pro Jahr wurde im Januar 2024 ein Sanierungsgutachten vorgelegt, welches Einsparungen im Personalbereich vorschlägt. Kritiker verweisen darauf, dass das Personal unterdurchschnittlich verdient und vor allem die Landeentgelte im deutschen Vergleich sehr gering sind.

## Tochtergesellschaften
Die drei Tochterunternehmen sind:
- Flughafen Dresden GmbH (Anteil 94 %)
- Flughafen Leipzig/Halle GmbH (Anteil 94 %)
- PortGround GmbH (Anteil 100 %): Abfertigungen

## Aktionärsstruktur
Aktionäre der Mitteldeutschen Flughafen AG sind: der Freistaat Sachsen mit 77,29 %, das Land Sachsen-Anhalt mit 18,54 %, die Stadt Dresden mit 1,87 %, die Stadt Leipzig mit 2,1 % und die Stadt Halle (Saale) mit 0,2 %.